# Adepero Oduye
Adepero Oduye (Brooklyn (New York), 11 januari 1978) is een Amerikaans actrice. Ze speelde in diverse films en televisieseries, waaronder 12 Years a Slave en The Falcon and the Winter Soldier.

## Filmografie

### Film
- 2002: Water, als mevrouw
- 2004: On the Outs, als Adepero
- 2006: Thee and a Half Thoughts, als Bodega vrouw
- 2006: Half Nelson, als junk
- 2006: The Tested, als moeder
- 2009: Sub Rosa, als Ayesha
- 2009: If I Leap, als Zipporah
- 2010: This Is Poetry, als vrouw
- 2010: Tags, als Shayla Johns
- 2011: Men in Love, als Leo's ex
- 2011: Pariah, als Alike
- 2013: The Door, als L
- 2013: 12 Years a Slave, als Eliza
- 2015: My Name Is David, als zijn date
- 2015: Artemis Fall, als commandeur Aiden Collins
- 2015: Outliving Emily, als Meg
- 2015: The Big Short, als Kathy Tao
- 2017: Geostorm, als Adisa
- 2017: The Dinner, als Nina
- 2018: Galveston, als Loraine
- 2018: Widows, als Breechelle
- 2018: Wanderland, als ANAIS, de meester van de wind
- 2018: Viper Club, als Keisha
- 2020: Tazmanian Devil, als Elizabeth Ayodele
- 2020: Imitation, als Nkem
- 2021: Out/Side of Time, als dochter 32

### Televisie
- 2005: Law & Order, als Traci Sands
- 2006: Law & Order: Criminal Intent, als Jackie
- 2007: Wifey, als Kadijah
- 2009: The Unusuals, als Regina Plank
- 2010: Louie, als Tarese
- 2012: Steel Magnolias, als Annelle Dupuy Desoto
- 2017-2019: The Feels, als Ife
- 2019: When They See Us, als Nomsa Brath
- 2020: Monsterland, als Elizabeth Ayodele
- 2021: The Falcon and the Winter Soldier, als Sarah Wilson
- 2022: Five Days at Memorial, als Karen Wynn
- 2024: Eric, als Cecile